# Distretto di Chiara (Apurímac)
Il distretto di Chiara è un distretto del Perù nella provincia di Andahuaylas (regione di Apurímac) con 1.342 abitanti al censimento 2007 dei quali 807 urbani e 535 rurali.
È stato istituito il 5 aprile 1935.